# Мегама
Мегама (Меям) (бактр.: Meyam, брахми:  Me-ha-ma; д/н — ок. 490 г.) — 2-й хушнаваз (верховный вождь) и магашахи (великий обладатель) империи эфталитов и алхон-гуннов в Трансоксиане, Тохаристане и Гандхаре около 480—494 годов. Вероятно, у персов известен как Кунха.

## Жизнеописание
Возможно, был сыном или другим родственником хушнаваза Хингилы I. В юности участвовал в военных походах последнего. В 459 году отличился во время борьбы Пероза за власть в Персии.
В 466—468 годах руководил военными кампаниями против государства кидаритов в Тохаристане. Вслед за победой назначается кушаншахом захваченных владений, но вынужден был признать превосходство Пероза.
Однако в 470 году эфталиты вступили в противостояние с персами. Последним было нанесено решительное поражение. Это позволило Мегаме направить усилия на покорение Гандхары. Происходят первые грабительские походы в северную Индию. Однако в конце концов потерпел поражение от Скандагупты.
В 480 году фактически взял власть в государстве. Именно Мегама противостоял шахиншаху Перозу в войне 482—484 годов. В конце концов последний был побеждён и убит в битве при Герате. Мегама вошёл далеко в глубь Персии, разорив восточные сатрапии последней. Однако вскоре заключил мирное соглашение с новым шахиншахом Балашем.
В 488 году Мегама поддержал шахзаде Кавада, который сверг Балаша, в результате Персия оказалась ослабленной и не представляла угрозы эфталитам. В это время после смерти Хингилы I стал единоличным властителем.
Назначил племянника или внука Джауху младшим ханом в Гандхаре, а другого, родственника Торамана, в Сакастане и Тохаристане. Также в Трансоксиане и Фергане поставил руководить Адумана из рода эфталитов.

## Галерея
- Монета Мегамы с портретом и алтарём огня с сопровождающими на реверсе в стиле сасанидской чеканки[англ.]
- Письмо на бактрийском языке от «Меяма, царя народа Кадага», датированное 461–462 гг. н. э.